# Coup-Contre-coup-Mechanismus

Entstehungsmechanismus der „einfachen“ Kontusion (Coup – Aufprallseite)

Entstehungsmechanismus des „Contre-coup“ (Seite, die dem Aufprall gegenüberliegt)

Als Coup-Contre-coup(-Mechanismus) (Coup: Kontusion der Aufprallseite – Contre-coup: Kontusion der Seite, die dem Aufprall gegenüberliegt; Gegenstoß) bezeichnet man die Entstehung von Hirnschädigungen (Hirnrindenprellungsblutungen und -zerstörungen) oder extrazerebralen Blutungen sowohl auf der Seite der Gewalteinwirkung auf den menschlichen Schädel, als auch auf der gegenüber liegenden Seite.

## Entstehung der Schäden
Bei einem leichten Schlag (fr. coup) gegen den Kopf wird der Schädel gegen das Gehirn beschleunigt, wodurch das Gehirn an der Stelle des Schlags gegen den Schädel stößt.
Bei einem stärkeren Schlag gegen den Kopf passiert das gleiche, jedoch wird zusätzlich das Gehirn mit in Bewegung versetzt. Bremst der Schädel dann ab, entweder weil die maximal mögliche Beugung des Kopfes gegenüber dem Rumpf erreicht wird oder weil der Schädel auf einen festen Gegenstand (Wand, Boden etc.) aufschlägt, bewegt sich das Gehirn aufgrund seiner Trägheit weiter und prallt dann auf der Gegenseite des Schlags (fr. contre coup) gegen den Schädel. Dies ist der Coup-Contre-coup-Mechanismus, bei dem das Gehirn zunächst auf der Schlagseite und dann mit leichter Verzögerung auf der dem Schlag abgewandten Gegenseite verletzt wird.
Nervenzellen sind druckempfindlich. Daher schwimmt das Gehirn im Schädel im Hirnwasser (Liquor cerebrospinalis), der dem Gehirn Auftrieb verleiht und es im Schädel in Schwebe hält. Zusätzlich wird es durch die Hirnhäute (harte Hirnhaut am Schädel, Spinngewebshaut im liquorgefüllten Subarachnoidalraum und weiche Hirnhaut am Hirn) am Schädel fixiert. Das Hirnwasser wirkt neben der Spinngewebshaut auch als Prallschutz gegen Schläge und Stöße.

## Ausmaß der Schäden
Bereits um 1760 trugen verschiedene Autoren der französischen Akademie der Wissenschaften kontusionelle Hirnläsionen mit Gegenstoßherden vor.
Das Ausmaß der Hirnschäden bei Schlägen gegen den Kopf hängt von den dabei auftretenden Beschleunigungs- bzw. Bremswerten ab. Bremsen entspricht einer negativen Beschleunigung.
Meist ist das Ausmaß der Hirnschäden auf der Gegenseite des Schlags größer als auf der eigentlichen Schlagseite. Dies hängt damit zusammen, dass die anfängliche Beschleunigung des Schädels gegen das Hirn meist durch angespannte Halsmuskeln abgefedert wird, während das abrupte Abbremsen des Schädels bei Erreichen der maximalen Beugbarkeit des Kopfes oder beim Aufprall gegen einen festen Gegenstand ungebremst erfolgt. Schädelbrüche nehmen einen Teil der kinetischen Energie des Schlags auf, was Hirnschäden verringern kann. Andererseits können in das Gehirn eindringende Knochensplitter ihrerseits zu Hirnschäden führen.

## Einteilung der Schäden
Schädel-Hirn-Schäden werden nach dem Ausmaß der Hirnschäden in
- leichte Hirnschäden mit kurzer Bewusstlosigkeit von weniger als 10 Minuten (Schädel-Hirn-Trauma 1. Grades = Commotio cerebri)
- mittlere Hirnschäden mit langer Bewusstlosigkeit von mehr als 10 Minuten und anzunehmender leichter Hirnquetschung (Schädel-Hirn-Trauma 2. Grades = Contusio cerebri) und
- schwere Hirnschäden mit langer Bewusstlosigkeit von mehr als 10 Minuten und gesicherter Hirnquetschung (Ödeme, Blutungen, Läsionen) (Schädel-Hirn-Trauma 3. Grades = Compressio cerebri)

und nach der Art der Schädelfraktur
- keine Schädelfraktur
- gedeckte Schädelfraktur mit intakter harter Hirnhaut (Dura mater)
- offene Schädelfraktur mit zerrissener harter Hirnhaut (Dura mater) und damit offenliegendem Gehirn

eingeteilt.

## Lokalisation
Bei der Hirnkontusion finden sich typischerweise sowohl auf der Seite der ursächlichen Krafteinwirkung als auch auf der gegenüberliegenden radiologisch erkennbare Kontusionsherde. Die häufigsten Lokalisationen sind der Stirn- und Schläfenlappen (frontotemporal) sowie der Stirnlappen und das Stammhirn (frontobasal). Im Falle einer Hirnkontusion müssen jedoch die entfernter liegenden verletzungsbedingten Veränderungen nicht zwangsläufig auf der Gegenseite auftreten, weshalb die Bezeichnung Coup – Contre-coup in der Neurochirurgie als veraltet und irreführend angesehen wird.

## Rechtsmedizinische Relevanz
Wenn auf einen fixierten Kopf geschlagen wird, sind Schädelfraktur (falls vorhanden) und Gehirnläsion auf derselben Seite. Wird aber ein fallender Kopf plötzlich durch den Aufprall gebremst, findet sich eine Gehirnläsion üblicherweise auch auf der kontralateralen Seite. Bei solchen Verzögerungstraumata durch freien Sturz auf den Hinterkopf entstehen sogar fast nur Gegenpolverletzungen (Contre-coup-Kontusionen).
Beim traumatischen Hirnschaden (Contusio cerebri) mit Hirnrindenprellungsherden ist der Coup-Contre-coup-Mechanismus insbesondere auch für den Rechtsmediziner von erheblicher Bedeutung. Nicht nur an der Stelle der Gewalteinwirkung selbst (Coup), sondern fortgeleitet an der Gegenstoßstelle (contre-coup) finden sich indirekte Prellungsherde der Hirnrinde. Oft ist der Contre-coup gekreuzt: Coup rechter Okzipitalpol – Contre-coup linker Stirnpol. Die Beachtung der Contre-coup-Verletzungen zur Unterscheidung eines Schlages von einem Sturz auf den Schädel ist von ausschlaggebender Bedeutung, wenn es keine Zeugen gibt.
Den Contre-coup erklärt man heute nicht mehr als Aufpralleffekt des Gehirns, sondern dadurch, dass bei der plötzlichen Beschleunigung, die der Kopf beim Stoß erfährt, an der gegenüber liegenden Stelle ein Unterdruck (Sog-Theorie nach Lenggenhager) entsteht. Contre-coup-Verletzungen fehlen nämlich im Allgemeinen bei Gewalteinwirkung gegen den fixierten Schädel.
Der Druck auf der Aufschlagstelle (z. B. Hinterkopf) erzeugt Unterdruck an der Gegenstoßstelle (Stirn-Schläfen-Bereich). Die Gegenstoßstelle ist hier insbesondere die Unterseite der Stirnhirnpole. Durch den auftretenden Sog (Contre-coup) kann es zu Einbrüchen der Orbitaldächer kommen. Auch die Augen als vorgestülpte Hirnteile werden nach rückwärts gezogen, was sich in der Augenhöhle erkennen lässt: Die dünne mediale knöcherne Begrenzung (Lamina papyracea) oder die basale Wand bricht ein. Diese Orbitazeichen können gutachtlich als Äquivalent des Hirn-Contre-Coup verwendet werden.
Beim Aufprall auf den Hinterkopf ist die Contre-coup-Verletzung im Allgemeinen erheblich größer ausgebildet als die Coup-Verletzung. Dies wird verständlich, weil das Gehirn gegenüber Sog empfindlicher reagiert als gegenüber Druck.
Anders sind die Verhältnisse beim Sturz auf die Stirn. Hier wird meist auf der Coup-Seite eine größere Gewebsläsion gefunden als am Contre-coup-Pol, denn der Stoß wird durch den Einbruch der viel dünneren und elastischen Knochenbedeckung im Frontalbereich des Schädels aufgefangen. Wesentliche Untersuchungen zur Thematik gehen auf die ehemaligen Direktoren des Instituts für Gerichtliche Medizin der Humboldt-Universität (Charité), Gunther Geserick und Otto Prokop zurück.

## Fallbeispiel
„Eine 57 Jahre alte Frau wurde nach Verlassen einer Gaststätte auf der Straße von einem jungen Mann vor die Brust gestoßen, schlug mit dem Hinterkopf auf den Boden auf, wurde bewusstlos und verstarb kurz danach im Krankenhaus. Etwa 10 cm große, längs verlaufende Platzwunde der Kopfschwarte über den hinteren Partien des rechten Scheitel- und angrenzenden Hinterhauptbeins. Schädelberstungsbruch im Bereich der rechten hinteren Schädelgrube. Einzelne kleine, teils sternförmige Knochenbrüche im Bereich beider Augenhöhlendächer mit geringer Verbiegung der Bruchenden zu der Schädelhöhle hin, rechtsseitig mit Einsprengung von Augenhöhlenfettgewebe in die Bruchlinien. Blutungen zwischen knöchernem Schädel und harter Hirnhaut in der rechten hinteren Schädelgrube und über beiden Augenhöhlendächern. Blutungen zwischen harter und weicher Hirnhaut über beiden Hirnhaupt- und Stirnlappen der Großhirnhälften sowie über beiden Kleinhirnhälften, vorwiegend rechts. Massenblutungen in den weichen Hirnhäuten beider Kleinhirnhälften und beider Stirnlappen des Großhirns. Zahlreiche Rindenzertrümmerungsherde in der rechten Kleinhirnhälfte (Coup) und besonders im Bereich beider Stirnlappen des Großhirns (Contrecoup). Hirnzertrümmerung mit Gewebsblutungen im Bereich der Brücke. Schwellung des Gehirns. Rechts Erweiterung des Herzens. Ödem der Lungen. Blutstauung der inneren Organe. Geringgradige Gefäßverkalkung der großen Körperschlagader, ihrer abgehenden Äste und der Hirngrundgefäße. Die Brüche der Augenhöhlendächer mit Eintreten von Fett aus den Augenhöhlen sind eine eindrucksvolle Bestätigung für die Mechanik der Entstehung des Contrecoup ('Sogtheorie'....).“